# -omica
In biologia molecolare, ci si riferisce comunemente al neologismo omica (in inglese omics) per indicare l'ampio numero di discipline biomolecolari che presentano il suffisso "-omica", come avviene per la genomica o la proteomica. Il suffisso correlato -oma (in inglese -omes) indica invece l'oggetto di studio di queste discipline (genoma, proteoma).

## Origini del termine
Il successo del suffisso più generale "-om-" ha avuto origine dall'ampio uso che il termine "genoma" ha riscosso nella comunità scientifica. La prima apparizione di questa terminazione, in realtà, è da ricondurre al termine bioma. Anche se alcuni fanno risalire l'origine di questo suffisso a cromosoma, tale correlazione è quantomeno inesatta. Cromosoma deriva dal greco "χρωμ(ατ)-" (colore) e "σωμ(ατ)-" (corpo). Appare dunque evidente che il suffisso di cromosoma (-soma, appunto) è diverso da -oma.
La moda di creare nuovi "-oma" può essere fatta risalire intorno al 1995, all'interno delle comunità dei bioinformatici di Cambridge, Stanford, Yale, Harvard ed altri importanti centri di ricerca. Nella seconda metà degli anni '90, dunque, si iniziò a diffondere nella comunità scientifica la convinzione che il suffisso "-oma" potesse facilmente etichettare qualsiasi disciplina in corso di formazione. Nacquero così il metaboloma, il textoma, l'interattoma, il bacterioma, l'eukaryoma, il neuroma e molti altri.
Nell'opinione di buona parte della comunità scientifica permane l'idea che il suffisso -oma sia di origine greca. Poiché genoma indica la totalità del materiale genetico di un organismo, infatti, è opinione diffusa che il suffisso -oma indichi la totalità di quanto indicato nel prefisso. Ad ogni buon conto, non esiste alcuna correlazione tra tale suffisso e la lingua greca antica. Alcuni, poi, ritengono che -oma possa derivare dal latino omni- (che ben esprime l'idea di tutto): tale interpretazione sembra forzata, se non del tutto priva di fondamento.
In ogni caso, in seguito alla diffusione di progetti di biologia quantitativa applicati su larga scala (come il Progetto Genoma Umano), il suffisso "-oma" è stato adottato dalle comunità dei bioinformatici e dei biologi molecolari, che hanno continuato ad usarlo per etichettare le numerose discipline di recente istituzione.

## Utilizzo attuale degli "-oma"
L'utilizzo degli "-oma" permette ai biologi e ai bioinformatici di classificare agevolmente un particolare campo di studi in biologia cellulare. Oltre a "genoma", capostipite degli -oma, ha avuto un'ampia diffusione il termine proteoma che indica la totalità delle proteine espresse in un organismo, tessuto o cellula (vale a dire la sua espressione genica). Il successo di questi termini, la loro diffusione, nonché la proliferazione, è dovuto all'esigenza di delimitare e definire il campo di ricerca di nuovi ambiti disciplinari.

## Lista di "-oma"
Di seguito sono riportati i più importanti "-oma" proposti recentemente all'interno della comunità scientifica.
- Il connettoma è la mappature delle aree cerebrali e loro connessioni; è studiato dalla connettomica.
- Il trascrittoma è l'insieme degli mRNA trascritti nell'intero organismo, tessuto, cellula; è studiato dalla trascrittomica.
- Il metaboloma comprende la totalità dei metaboliti presenti in un organismo; è studiato dalla metabolomica.
- Il metalloma comprende la totalità delle specie di metalli e metalloidi; è studiato dalla metallomica.
- Il lipidoma comprende la totalità dei lipidi; è studiato dalla lipidomica[1].
- L'interattoma comprende la totalità delle interazioni molecolari che hanno luogo in un organismo; un nome che comunemente indica la disciplina della interattomica[2] è quello di biologia dei sistemi (systems biology).
- Lo spliceoma (da non confondersi con lo spliceosoma, il complesso di proteine ed acidi nucleici coinvolti nello splicing) comprende la totalità delle isoforme proteiche dovute a splicing alternativo; è studiato dalla spliceomica.
- L'ORFeoma comprende la totalità delle sequenze di DNA che iniziano con un codone ATG e terminano con un codone di stop (sequenze note come ORF, open reading frames). Queste sequenze sono ritenute in grado di codificare per una proteina o per una parte.[3][4]
- Textoma: l'insieme della letteratura scientifica disponibile alla consultazione (studiato dalla textomica).
- Kinoma: l'insieme delle protein chinasi (dall'inglese kinase) di una cellula. Esistono pubblicazioni scientifiche che citano il termine kinomica.
- Glicosiloma: correlato alle reazioni di glicosilazione (studiato dalla glicosilomica).
- Fisioma: correlato alla fisiologia (studiato dalla fisiomica).
- Neuroma: l'insieme delle componenti nervose di un organismo (studiato dalla neuromica).
- Predittoma: l'insieme delle predizioni di struttura proteica.[5]
- Reattoma: l'insieme dei processi biologici.[6]
- Ionoma: insieme dei nutrienti minerali e degli elementi in tracce che si trovano in un organismo[7]